# Cabinet Mappus
Land de Bade-Wurtemberg
Oettinger II Kretschmann I
Le cabinet Mappus (en allemand : Kabinett Mappus) est le gouvernement du Land allemand du Bade-Wurtemberg entre le 10 février 2010 et le 12 mai 2011, durant la quatorzième législature du Landtag.

## Majorité et historique
Dirigé par le nouveau ministre-président chrétien-démocrate Stefan Mappus, ce gouvernement est constitué et soutenu par une « coalition noire-jaune » entre l'Union chrétienne-démocrate d'Allemagne (CDU) et le Parti populaire démocratique (FDP/DVP). Ensemble, ils disposent de 84 députés sur 139, soit 60,4 % des sièges du Landtag de Bade-Wurtemberg.
Il est formé à la suite de la démission du chrétien-démocrate Günther Oettinger, au pouvoir depuis avril 2005, et succède au cabinet Oettinger II, constitué et soutenu par la même coalition. Le 24 octobre 2009, le futur gouvernement fédéral annonce qu'Oettinger sera le prochain commissaire européen allemand. Mappus, ancien ministre régional de l'Environnement et alors président du groupe parlementaire de la CDU, est choisi par le parti pour prendre la succession du ministre-président. Celui-ci démissionne le jour de sa prise de fonctions à la Commission européenne, le 10 février 2012.
Lors des élections régionales du 27 mars 2011, la coalition au pouvoir perd plus de dix points, répartis équitablement entre les deux formations. Bien que restant le premier parti du Land, la CDU n'est pas en mesure d'empêcher la formation d'une « coalition verte-rouge » entre l'Alliance 90 / Les Verts (Grünen) et le Parti social-démocrate d'Allemagne (SPD). Le gouvernement doit alors céder sa place au cabinet de l'écologiste Winfried Kretschmann, le premier Vert à prendre la direction permanente d'un gouvernement en Allemagne.

## Composition

### Initiale (10 février 2012)
- Les nouveaux ministres sont indiqués en gras, ceux ayant changé d'attributions en italique.

| Poste                                                                             | Ministre | Ministre          | Parti   |
| --------------------------------------------------------------------------------- | -------- | ----------------- | ------- |
| Ministre-président                                                                |          | Stefan Mappus     | CDU     |
| Vice-ministre-président Ministre de la Justice                                    |          | Ulrich Goll       | FDP/DVP |
| Ministre sans portefeuille                                                        |          | Helmut Rau        | CDU     |
| Ministre des Affaires fédérales, européennes et internationales                   |          | Wolfgang Reinhart | CDU     |
| Ministre de l'Intérieur                                                           |          | Heribert Rech     | CDU     |
| Ministre de l'Éducation, de la Jeunesse et des Sports                             |          | Marion Schick     | CDU     |
| Ministre de la Science, de la Recherche et des Arts                               |          | Peter Frankenberg | CDU     |
| Ministre des Finances                                                             |          | Willi Stächele    | CDU     |
| Ministre de l'Économie                                                            |          | Ernst Pfister     | FDP/DVP |
| Ministre du Milieu rural, de l'Alimentation et de la Protection des consommateurs |          | Rudolf Köberle    | CDU     |
| Ministre du Travail, de l'Ordre social, de la Famille et des Personnes âgées      |          | Monika Stolz      | CDU     |
| Ministre de l'Environnement, de la Protection de la nature et des Transports      |          | Tanja Gönner      | CDU     |